# کو هیونگ جین
کو هیونگ جین داور بین‌المللی فوتبال اهل کره جنوبی است. 
نام او از سال ۲۰۰۹ در لیست داوران بین‌المللی فیفا قرار گرفته‌است.